# Tony D'Angelo
Joseph Arriola (Park, Illinois, Estados Unidos, 9 de junio de 1995) es un luchador profesional estadounidense que actualmente tiene contrato con la WWE, donde actúa para la marca NXT bajo el nombre de ring Tony D'Angelo.

## Carrera de lucha libre profesional
En el episodio del 5 de octubre de 2021 de NXT, Ariola hizo su debut en WWE bajo el nombre de Tony D'Angelo, con el truco del talón de un mafioso italoestadounidense, derrotando a Malik Blade en unos minutos. El 5 de diciembre, en NXT WarGames, D'Angelo, Bron Breakker, Carmelo Hayes y Grayson Waller derrotaron al Team Black & Gold (Johnny Gargano, LA Knight, Pete Dunne y Tommaso Ciampa) en un combate de WarGames.
Después de una serie de victorias contra Ru Feng, Dexter Lumis y Andre Chase, D'Angelo sufrió su primera derrota contra Dunne en el episodio del 21 de diciembre de NXT 2.0, y luego atacó brutalmente al propio Dunne con una palanca. Como resultado de la disputa que siguió, D'Angelo derrotó a Dunne en un Crowbar On a Pole Match en el episodio del 11 de enero de 2022 de NXT 2.0. En el episodio del 25 de enero de NXT 2.0, D'Angelo perdió ante Cameron Grimes debido a la interferencia de Dunne, sin poder desafiarlo por el Campeonato Norteamericano de NXT. En el episodio del 15 de febrero de NXT Vengeance Day, D'Angelo perdió ante Dunne en un Weaponized Steel Cage. El 2 de abril, en NXT Stand & Deliver, D'Angelo cubrió a Tommaso Ciampa. Después de su victoria sobre Ciampa, D'Angelo se llamó a sí mismo "El Don de NXT".
El 4 de junio, en NXT In Your House , D'Angelo y sus secuaces Channing "Stacks" Lorenzo y Troy "Two Dimes" Donovan derrotaron al Legado Del Fantasma y, según lo estipulado, este stable tenía que unirse a la Familia D'Angelo. En el episodio del 21 de junio de NXT 2.0, D'Angelo fue derrotado por Carmelo Hayes, perdiendo la oportunidad de capturar el Campeonato Norteamericano de NXT, debido a la interferencia de Santos Escobar. En el episodio del 2 de agosto de NXT 2.0, D'Angelo y Lorenzo se enfrentaron a The Creed Brothers por el Campeonato en Parejas de NXT, pero fueron derrotados debido a la interferencia de Escobar., D'Angelo derrotó a Escobar en una Street Fight y, según lo estipulado, el Legado del Fantasma debía permanecer vinculado a la Familia D'Angelo, mientras que Escobar debía abandonar NXT (kayfabe).
En el episodio del 27 de septiembre de NXT, D'Angelo se enfrentó a Wes Lee para clasificarse para una lucha de escaleras por el vacante Campeonato Norteamericano de NXT en NXT Halloween Havoc, pero fue derrotado por decisión del árbitro. En el episodio del 27 de diciembre de NXT, D'Angelo se enfrentó a Wes Lee por el Campeonato Norteamericano de NXT pero, debido a la interferencia de Dijak, perdió el combate.
El 10 de enero de 2023, D'Angelo se volvió face y retó a Dijak a un combate en NXT: New Year's Evil , donde perdería. En NXT Stand & Deliver, D'Angelo y Stacks no lograron ganar el Campeonato en Parejas de NXT, en un combate de triple amenaza. La familia D'Angelo tuvo una breve pelea con Pretty Deadly donde perdieron contra ellos en el episodio del 4 de abril de NXT, pero los derrotaron tres semanas después en NXT Spring Breakin' en un combate de baúl. En NXT: The Great American Bash, D'Angelo y Channing "Stacks" Lorenzo derrotaron a Gallus para ganar el Campeonato en Parejas de NXT. Este marca el primer campeonato en su carrera de lucha libre. En la noche 1 de NXT Halloween Havoc, junto a Channing "Stacks" Lorenzo fueron derrotados por Chase U (Andre Chase & Duke Hudson) (con Thea Hail & Jacy Jayne) perdiendo los Campeonatos en Parejas de NXT. Semanas después, en el episodio de NXT del 14 de noviembre, junto a Channing "Stacks" Lorenzo derrotaron a Chase U (Andre Chase & Duke Hudson) (con Thea Hail & Jacy Jayne) en una revancha titular ganando los Campeonatos en Parejas de NXT por segunda vez. En el episodio de NXT Level Up emitido el 15 de diciembre, junto a Channing "Stacks" Lorenzo derrotaron a No Quarter Catch Crew (Charlie Dempsey & Drew Gulak) en un combate no titular.
Iniciando el 2024, en NXT New Year's Evil, junto a Channing "Stacks" Lorenzo & Adriana Rizzo aceptaron el reto de OTM (Bronco Nima, Lucien Price & Scrypts) por sus títulos mientras estaban en el estacionamiento, a la semana siguiente en el episodio de NXT, junto a Channing "Stacks" Lorenzo derrotaron a O.T.M. (Bronco Nima & Lucien Price) aunque durante el combate, Scrypts intento interferir a favor de O.T.M. pero Adriana Rizzo lo impidió. En NXT Vengeance Day, junto a Channing "Stacks" Lorenzo & Adriana Rizzo derrotaron a O.T.M. (Bronco Nima, Jaida Parker & Lucien Price). En el episodio de NXT del 13 de febrero, perdieron los títulos en Parejas ante los ganadores del Dusty Rhodes Tag Team Classic Bron Breakker & Baron Corbin, terminando con un reinado de 91 días.
En el episodio de NXT del 27 de febrero, D'Angelo interrumpió la firma de contrato entre Carmelo Hayes y el Campeón de NXT Ilja Dragunov, Dispuesta a ganar una oportunidad por el título, así que la Gerente General de NXT Ava pactó un combate entre Hayes contra D'Angelo en NXT: Roadblock para determinar al retador de Dragunov por el Campeonato de NXT en NXT Stand & Deliver. En NXT: Roadblock, D'Angelo introdujo a Luca Crusifino como "consigliere" de The D'Angelo Family y derrotó a Carmelo Hayes después de usar la música de Trick Williams para distraer a Hayes. En NXT Stand & Deliver, se enfrentó a Ilja Dragunov por el Campeonato de NXT, sin embargo perdió.
En NXT No Mercy, se enfrentó a Oba Femi por el Campeonato Norteamericano de NXT.
En el episodio de NXT del 4 de marzo del 2025 perdió el título ante Shawn Spears, luego de la intervención de que los integrantes del stable de Spears interfirieran a favor de éste, terminando con su reinado de 147 días.

## Campeonatos y logros
- WWE
  - NXT North American Championship (1 vez)
  - NXT Tag Team Championship (2 veces) – con Channing «Stacks» Lorenzo
  - NXT Heritage Cup (1 vez)
- Pro Wrestling Illustrated
  - Clasificado en el puesto 182 de los 500 mejores luchadores individuales en el PWI 500 en 2022[12][13]